# Christian Weissenburger
Christian Weissenburger (* 6. Juli 1959 in Wien; † 15. Juni 2024) war ein österreichischer Jurist und Leiter der Sektion I des Bundesministeriums für Verkehr, Innovation und Technologie.

## Leben
Nach dem Studium der Rechtswissenschaften und seiner Tätigkeit für die Gemeinde Wien sowie für ein Fotounternehmen, dem ordentlichen Präsenzdienst und der Gerichtspraxis war Weissenburger ab 1985 in der Rechtsabteilung der DDSG beschäftigt. Er trat 1987 in den Bundesdienst ein. Seine Laufbahn führte ihn im Bundeskanzleramt durch Personalabteilung und Rechtsabteilung in die Funktion als Büroleiter des Staatssekretärs für den öffentlichen Dienst. Daraufhin war Weissenburger von 1995 bis 1997 als Büroleiter des Bundesministers für Inneres und von 1997 bis 1999 des Bundesministers für Wissenschaft und Verkehr tätig. Ab 1998 war er am Bundesministerium für Verkehr, Innovation und Technologie (seit 2003 als Leiter der Sektion I/Koordination) beschäftigt.
Von Mai bis Oktober 2015 wurde Weissenburger nach Abberufung des ihm bis dahin unterstellten Friedrich Rödler als interimistischer Präsident mit der Leitung des Österreichischen Patentamtes betraut. Als Präsidentin des Patentamtes löste ihn Mariana Karepova (bis dahin Mitarbeiterin im Kabinett des Bundesministers Alois Stöger) ab.

## Auszeichnungen
- 2009: Goldenes Ehrenzeichen des Landes Steiermark.[4]